# 能登演劇堂
能登演劇堂（のとえんげきどう）は、石川県七尾市にある劇場である。
仲代達矢が主宰する無名塾が1985年から毎年石川県鹿島郡中島町（現・七尾市）で合宿していたことが縁で、1995年5月12日に開館。

## 設備
舞台設計を仲代が監修している。プロセニアム・アーチ型の舞台で、舞台後壁が日本唯一の開閉式になっており、野外舞台も設営できる。

## 主な公演
ロングラン公演
- いのちぼうにふろう物語（1997年、2004年）
- ウィンザーの陽気な女房たち（2001年）
- マクベス（2009年）
- ロミオとジュリエット（2013年）
- 肝っ玉おっ母と子供たち（2017年）[1]

## 交通アクセス
- のと里山海道横田ICより車で3分
- のと鉄道能登中島駅より徒歩20分、もしくは中島げんきバス「中島地区コミュニティセンター前」下車すぐ。